# 14-я Гонконгская кинопремия
14-я церемония Гонконгской кинопремии, на которой были отмечены лучшие фильмы 1994 года, состоялась 23 апреля 1995 года в Гонконгской академии исполнительских искусств, Гонконг. Во время церемонии вручались награды в 17 категориях.

## Статистика
| Фильм                          | номинации | победы |
| ------------------------------ | --------- | ------ |
| Он женщина, она мужчина        | 11        | 2      |
| Чунгкингский экспресс          | 10        | 4      |
| Прах времён                    | 9         | 3      |
| У меня свидание с весной       | 7         | 3      |
| Любители бабочек               | 5         | 1      |
| Последний вариант              | 5         | 0      |
| Красная роза, белая роза       | 5         | 0      |
| Двадцать с небольшим           | 4         | 1      |
| Возвращение                    | 3         | 0      |
| Пьяный мастер 2                | 2         | 1      |
| Из Китая с любовью             | 2         | 0      |
| Охота за сокровищем            | 2         | 0      |
| Блюз частного детектива        | 2         | 0      |
| Один из счастливчиков          | 1         | 0      |
| О! Трое моих парней!           | 1         | 0      |
| Жить и умереть в Цимшацуй      | 1         | 0      |
| Новая эра совместной жизни     | 1         | 0      |
| Чтобы выжить                   | 1         | 0      |
| Насильник                      | 1         | 0      |
| Наложница великого завоевателя | 1         | 0      |
| Телохранитель из Пекина        | 1         | 0      |
| Легенда о Красном драконе      | 1         | 0      |
| Кулак легенды                  | 1         | 0      |
| Небо и земля                   | 1         | 0      |

## Список номинантов и лауреатов
★ Победители выделены отдельным цветом. 
| Номинация                                 | Лауреаты и номинанты | Лауреаты и номинанты                                                                                   | Лауреаты и номинанты                                                                                   |
| ----------------------------------------- | --- | --- | --- |
| Лучший фильм                              | | ★ «Чунгкингский экспресс» режиссёр: Вонг Карвай                                                        | ★ «Чунгкингский экспресс» режиссёр: Вонг Карвай                                                        |
| Лучший фильм                              | • «Последний вариант» режиссёр: Гордон Чан                                                                                         | | |
| Лучший фильм                              | • «Прах времён» режиссёр: Вонг Карвай                                                                                              | | |
| Лучший фильм                              | • «У меня свидание с весной» режиссёр: Клифтон Ко                                                                                  | | |
| Лучший фильм                              | • «Он женщина, она мужчина» режиссёр: Питер Чан                                                                                    | | |
| Лучшая режиссёрская работа                | | ★ Вонг Карвай за фильм «Чунгкингский экспресс»                                                         | ★ Вонг Карвай за фильм «Чунгкингский экспресс»                                                         |
| Лучшая режиссёрская работа                | • Цуй Харк за фильм «Любители бабочек»                                                                                             | | |
| Лучшая режиссёрская работа                | • Вонг Карвай за фильм «Прах времён»                                                                                               | | |
| Лучшая режиссёрская работа                | • Питер Чан за фильм «Он женщина, она мужчина»                                                                                     | | |
| Лучшая режиссёрская работа                | • Гордон Чан за фильм «Последний вариант»                                                                                          | | |
| Лучшая женская роль                       | | ★ Анита Юань за фильм «Он женщина, она мужчина»                                                        | ★ Анита Юань за фильм «Он женщина, она мужчина»                                                        |
| Лучшая женская роль                       | • Джоан Чэнь за фильм «Красная роза, белая роза»                                                                                   | | |
| Лучшая женская роль                       | • Элис Лау за фильм «У меня свидание с весной»                                                                                     | | |
| Лучшая женская роль                       | • Хуэй Фань за фильм «Один из счастливчиков»                                                                                       | | |
| Лучшая женская роль                       | • Жаклин Нг за фильм «Возвращение»                                                                                                 | | |
| Лучшая женская роль                       | • Ван Фэй за фильм «Чунгкингский экспресс»                                                                                         | | |
| Лучшая мужская роль                       | | ★ Тони Люн Чу Вай за фильм «Чунгкингский экспресс»                                                     | ★ Тони Люн Чу Вай за фильм «Чунгкингский экспресс»                                                     |
| Лучшая мужская роль                       | • Эрик Кот за фильм «О! Трое моих парней!»                                                                                         | | |
| Лучшая мужская роль                       | • Лесли Чун за фильм «Он женщина, она мужчина»                                                                                     | | |
| Лучшая мужская роль                       | • Стивен Чоу за фильм «Из Китая с любовью»                                                                                         | | |
| Лучшая мужская роль                       | • Чоу Юньфат за фильм «Охота за сокровищем»                                                                                        | | |
| Лучшая мужская роль                       | • Джеки Чун за фильм «Жить и умереть в Цимшацуй»                                                                                   | | |
| Лучшая женская роль второго плана         | ★ Кун-Лан Лоу за фильм «У меня свидание с весной»                                                                                  | ★ Кун-Лан Лоу за фильм «У меня свидание с весной»                                                      | |
| Лучшая женская роль второго плана         | • Фунг Вай-Хунг за фильм «У меня свидание с весной»                                                                                | | |
| Лучшая женская роль второго плана         | • Кэрри Ын за фильм «Любители бабочек»                                                                                             | | |
| Лучшая женская роль второго плана         | • Сандра Ын за фильм «Возвращение»                                                                                                 | | |
| Лучшая женская роль второго плана         | • Валери Чоу за фильм «Чунгкингский экспресс»                                                                                      | | |
| Лучшая мужская роль второго плана         | ★ Джордан Чан за фильм «Двадцать с небольшим»                                                                                      | ★ Джордан Чан за фильм «Двадцать с небольшим»                                                          | |
| Лучшая мужская роль второго плана         | • Кар-Ин Лау за фильм «Из Китая с любовью»                                                                                         | | |
| Лучшая мужская роль второго плана         | • Джордан Чан за фильм «Он женщина, она мужчина»                                                                                   | | |
| Лучшая мужская роль второго плана         | • Эрик Кот за фильм «Новая эра совместной жизни»                                                                                   | | |
| Лучшая мужская роль второго плана         | • Пауэр Чан за фильм «Последний вариант»                                                                                           | | |
| Лучший сценарий                           | ★ Рэймонд То за фильм «У меня свидание с весной»                                                                                   | ★ Рэймонд То за фильм «У меня свидание с весной»                                                       | |
| Лучший сценарий                           | • Джеймс Юэнь за фильм «Двадцать с небольшим»                                                                                      | | |
| Лучший сценарий                           | • Джеймс Юен, Ли Чи-нгай, Элла Чан, Кларенс Хуэй, Джоджо Хуэй, Питер Чан, Йи Чунгман, Лесли Чун за фильм «Он женщина, она мужчина» | | |
| Лучший сценарий                           | • Вонг Карвай за фильм «Прах времён»                                                                                               | | |
| Лучший сценарий                           | • Вонг Карвай за фильм «Чунгкингский экспресс»                                                                                     | | |
| Лучший новый актёр                        | ★ Элис Лау за фильм «У меня свидание с весной»                                                                                     | ★ Элис Лау за фильм «У меня свидание с весной»                                                         | |
| Лучший новый актёр                        | • Мевис Фань за фильм «Блюз частного детектива»                                                                                    | | |
| Лучший новый актёр                        | • Кам-Чонг Юнг за фильм «Последний вариант»                                                                                        | | |
| Лучший новый актёр                        | • Джордан Чан за фильм «Он женщина, она мужчина»                                                                                   | | |
| Лучший новый актёр                        | • Джордан Чан за фильм «Двадцать с небольшим»                                                                                      | | |
| Лучшая операторская работа                | | ★ Кристофер Дойл за фильм «Прах времён»                                                                | ★ Кристофер Дойл за фильм «Прах времён»                                                                |
| Лучшая операторская работа                | • Тони Чун за фильм «Чтобы выжить»                                                                                                 | | |
| Лучшая операторская работа                | • Артур Вон за фильм «Возвращение»                                                                                                 | | |
| Лучшая операторская работа                | • Кристофер Дойл, Эндрю Лау за фильм «Чунгкингский экспресс»                                                                       | | |
| Лучшая операторская работа                | • Питер Пау за фильм «Охота за сокровищем»                                                                                         | | |
| Лучший монтаж                             | ★ Уильям Чанг, Квонг Чи Люн и Кай Кит Вай за фильм «Чунгкингский экспресс»                                                         | ★ Уильям Чанг, Квонг Чи Люн и Кай Кит Вай за фильм «Чунгкингский экспресс»                             | |
| Лучший монтаж                             | • Кит-Вай Кай, Патрик Там за фильм «Прах времён»                                                                                   | | |
| Лучший монтаж                             | • Энджи Лам за фильм «Насильник»                                                                                                   | | |
| Лучший монтаж                             | • Ник Чун за фильм «Пьяный мастер 2»                                                                                               | | |
| Лучший монтаж                             | • Чан Ки-Хоп за фильм «Последний вариант»                                                                                          | | |
| Лучшая работа художника                   | ★ Уильям Чанг за фильм «Прах времен»                                                                                               | ★ Уильям Чанг за фильм «Прах времен»                                                                   | |
| Лучшая работа художника                   | • Уильям Чанг за фильм «Чунгкингский экспресс»                                                                                     | | |
| Лучшая работа художника                   | • Пиу Юк-Мук, Чэ Сук-Ин за фильм «Красная роза, белая роза»                                                                        | | |
| Лучшая работа художника                   | • Чунг Мэн Кеи, Кеннет И, Дора Нг за фильм «Он женщина, она мужчина»                                                               | | |
| Лучшая работа художника                   | • Уильям Чан, Чун Квок-Винг за фильм «Любители бабочек»                                                                            | | |
| Лучшая работа художника по костюмам       | ★ Уильям Чанг за фильм «Прах времен»                                                                                               | ★ Уильям Чанг за фильм «Прах времен»                                                                   | |
| Лучшая работа художника по костюмам       | • Дора Нг за фильм «Он женщина, она мужчина»                                                                                       | | |
| Лучшая работа художника по костюмам       | • Хорас Ма за фильм «Наложница великого завоевателя»                                                                               | | |
| Лучшая работа художника по костюмам       | • Чэ Сук-Ин, Пиу Юк-Мук за фильм «Красная роза, белая роза»                                                                        | | |
| Лучшая работа художника по костюмам       | • Уильям Чанг за фильм «Любители бабочек»                                                                                          | | |
| Лучшая постановка экшена                  | | ★ Ассоциация каскадеров Джеки Чана, Лау Ка Леунг за фильм «Пьяный мастер 2»                            | ★ Ассоциация каскадеров Джеки Чана, Лау Ка Леунг за фильм «Пьяный мастер 2»                            |
| Лучшая постановка экшена                  | • Кори Юнь, Юнь Так за фильм «Телохранитель из Пекина»                                                                             | | |
| Лучшая постановка экшена                  | • Само Хун за фильм «Прах времён»                                                                                                  | | |
| Лучшая постановка экшена                  | • Кори Юнь за фильм «Легенда о Красном драконе»                                                                                    | | |
| Лучшая постановка экшена                  | • Юнь Вопхин за фильм «Кулак легенды»                                                                                              | | |
| Лучшая музыка                             | ★ Марк Лю, Джеймс Вон, Вон Ин-Ва, Уильям У за фильм «Любители бабочек»                                                             | ★ Марк Лю, Джеймс Вон, Вон Ин-Ва, Уильям У за фильм «Любители бабочек»                                 | |
| Лучшая музыка                             | • Кларенс Хуэй, Цан-хэй Чи за фильм «Он женщина, она мужчина»                                                                      | | |
| Лучшая музыка                             | • Сяо Чун за фильм «Красная роза, белая роза»                                                                                      | | |
| Лучшая музыка                             | • Фрэнки Чэнь Чжилян (Чхань Чхилёнг), Роэл А. Гарсия за фильм «Прах времён»                                                        | | |
| Лучшая музыка                             | • Фрэнки Чан, Майкл Галассо, Роэль Гарсия за фильм «Чунгкингский экспресс»                                                         | | |
| Лучшая музыка                             | • Хой-Кам Ли, Хо-Кит Ван за фильм «У меня свидание с весной»                                                                       | | |
| Лучшая песня                              | | ★ Композитор: Дик Ли • Слова: Альберт Люнг • Исполнитель: Лесли Чун за фильм «Он женщина, она мужчина» | ★ Композитор: Дик Ли • Слова: Альберт Люнг • Исполнитель: Лесли Чун за фильм «Он женщина, она мужчина» |
| Лучшая песня                              | • Композитор: Чэнь Яочуань • Текст: Престон Ли • Исполнитель: Энди Лау за фильм «Небо и земля»                                     | | |
| Лучшая песня                              | • Композитор: Джозеф Вонг, Кларенс Хуэй • Слова: Альберт Люнг • Исполнитель: Сэнди Лам за фильм «Двадцать с небольшим»             | | |
| Лучшая песня                              | • Композитор: Джон Лаудон • Слова: Кит Чан Сиу-кей • Исполнитель: Джеки Чун за фильм «Блюз частного детектива»                     | | |
| Лучшая песня                              | • Композитор/Текст: Джонни Чен • Исполнитель: Сэнди Лам за фильм «Красная роза, белая роза»                                        | | |
| Жизненные достижения                      | ★ Ман-лей Вонг | ★ Ман-лей Вонг                                                                                         | |
| Премия столетия кантонского оперного кино | | ★ Ям Ким-фай                                                                                           | ★ Ям Ким-фай                                                                                           |